# Leichtathletik-Länderkampf der Männer 1961 BR Deutschland – USA
| 5. Leichtathletik-Länderkampf mit bundesdeutscher Beteiligung 1961 | 5. Leichtathletik-Länderkampf mit bundesdeutscher Beteiligung 1961 |               |
| ------------------------------------------------------------------ | ------------------------------------------------------------------ | ------------- |
|                                                                    |                                                                    |               |
| Ländervergleich der Männer: BR Deutschland – USA                   |                                                                    |               |
| Austragungsort                                                     | Stuttgart                                                          |               |
| Wettbewerbe                                                        | 20                                                                 |               |
| Datum                                                              | 18./19. Juli 1961                                                  |               |
| 1. USA 2. FRG                                                      | 120 Punkte 091 Punkte                                              |               |
| Chronik                                                            |                                                                    |               |
| ← FRG-USA (F)                                                      | CSK-FRG (F) →                                                      | CSK-FRG (F) → |

Im fünften Vergleich des Länderkampfjahres 1961 trafen auch die bundesdeutschen Männer auf die Sportler der USA. Die Begegnung wurde einen Tag nach dem Wettkampf der Frauen mit diesem Gegner am 18./19. Juli in Stuttgart ausgetragen. Es war das zweite Aufeinandertreffen der beiden Länder in einem Länderkampf der Männer, der erste hatte 1938 in Berlin stattgefunden und hatte mit einem klaren Sieg der USA geendet.

## Wettbewerbe und Modus
Auf dem Programm standen die bei Länderkämpfen üblichen zwanzig Disziplinen. Aus dem olympischen Wettbewerbskatalog fehlten nur der Marathonlauf, die beiden Gehdisziplinen und der Zehnkampf. Die Wertung erfolgte in allen Disziplinen nach dem Standardsystem.

## Ergebnis
Gegen die weltbeste Leichtathletiknation waren die bundesdeutschen Vertreter chancenlos. Aber die Niederlage blieb in einem akzeptablen Rahmen. Von den Läufen gewannen die US-Athleten sieben bei drei Doppelerfolgen. Die bundesdeutschen Sportler sicherten sich drei Laufwettbewerbe bei zwei Doppelerfolgen. Beide Staffeln gingen an die USA. Die Bundesrepublik Deutschland entschied den Dreisprung für sich, die USA gewannen die anderen drei Sprünge, alle drei mit Doppelerfolgen. Im Bereich Wurf/Stoß gingen je zwei Wettbewerbe an die USA und Deutschland, an die USA mit zwei Doppelerfolgen, an Deutschland mit einem Doppelerfolg. Damit entschieden die hoch favorisierten US-Amerikaner auch diesen zweiten Vergleich mit diesmal 120 zu 91 Punkten wieder deutlich für sich. Es blieb die einzige Niederlage für die bundesdeutschen Leichtathleten in diesem Jahr.

## Legende
Kurze Übersicht zur Bedeutung der Symbolik – so üblicherweise auch in sonstigen Veröffentlichungen verwendet:
| DNF | nicht im Ziel (did not finish) |

## Resultate

### 100 m
| Platz | Athlet         | Land | Zeit (s) |
| ----- | -------------- | ---- | -------- |
| 1     | Frank Budd     | USA  | 10,4     |
| 2     | Hayes Jones    | USA  | 10,5     |
| 3     | Manfred Germar | FRG  | 10,5     |
| 4     | Peter Gamper   | FRG  | 10,8     |

Datum: 18. Juli

### 200 m
| Platz | Athlet          | Land | Zeit (s) |
| ----- | --------------- | ---- | -------- |
| 1     | Manfred Germar  | FRG  | 20,7     |
| 2     | Frank Budd      | USA  | 20,7     |
| 3     | Charles Frazier | USA  | 20,9     |
| 4     | Johannes Kaiser | FRG  | 20,9     |

Datum: 19. Juli

### 400 m
| Platz | Athlet          | Land | Zeit (s) |
| ----- | --------------- | ---- | -------- |
| 1     | Earl Young      | USA  | 46,5     |
| 2     | Manfred Kinder  | FRG  | 46,7     |
| 3     | Johannes Kaiser | FRG  | 47,1     |
| 4     | Adolph Plummer  | USA  | 48,2     |

Datum: 18. Juli

### 800 m
| Platz | Athlet       | Land | Zeit (min) |
| ----- | ------------ | ---- | ---------- |
| 1     | Paul Schmidt | FRG  | 1:51,3     |
| 2     | Jörg Balke   | FRG  | 1:51,5     |
| 3     | James Dupree | USA  | 1:51,5     |
| 4     | Jim Beatty   | USA  | 1:51,8     |

Datum: 18. Juli

### 1500 m
| Platz | Athlet          | Land | Zeit (min) |
| ----- | --------------- | ---- | ---------- |
| 1     | Dyrol Burleson  | USA  | 3:50,3     |
| 2     | Klaus Lehmann   | FRG  | 3:50,6     |
| 3     | Karl Eyerkaufer | FRG  | 3:51,3     |
| 4     | Paul Herman     | USA  | 4:22,5     |

Datum: 19. Juli

### 5000 m
| Platz | Athlet          | Land | Zeit (min) |
| ----- | --------------- | ---- | ---------- |
| 1     | Horst Flosbach  | FRG  | 14:08,6    |
| 2     | Roland Watschke | FRG  | 14:08,6    |
| 3     | George Young    | USA  | 14:35,2    |
| 4     | Nicholas Kitt   | USA  | 14:55,4    |

Datum: 18. Juli

### 10.000 m
| Platz | Athlet         | Land | Zeit (min) |
| ----- | -------------- | ---- | ---------- |
| 1     | John Gutknecht | USA  | 29:46,8    |
| 2     | Gustav Disse   | FRG  | 29:48,8    |
| 3     | Peter Kubicki  | FRG  | 30:47,0    |
| DNF   | Charles Clark  | USA  |            |

Datum: 19. Juli

### 110 m Hürden
| Platz | Athlet             | Land | Zeit (s) |
| ----- | ------------------ | ---- | -------- |
| 1     | Hayes Jones        | USA  | 13,8     |
| 2     | Francis Washington | USA  | 14,1     |
| 3     | Walter Pensberger  | FRG  | 14,3     |
| 4     | Klaus Winter       | FRG  | 14,7     |

Datum: 18. Juli

### 400 m Hürden
| Platz | Athlet          | Land | Zeit (s) |
| ----- | --------------- | ---- | -------- |
| 1     | Clifton Cushman | USA  | 50,4     |
| 2     | Helmut Janz     | FRG  | 50,4     |
| 3     | Dixon Farmer    | USA  | 51,4     |
| 4     | Manfred Wagner  | FRG  | 51,4     |

Datum: 19. Juli

### 3000 m Hindernis
| Platz | Athlet                | Land | Zeit (min) |
| ----- | --------------------- | ---- | ---------- |
| 1     | Deacon Jones          | USA  | 8:47,4     |
| 2     | Bob Schul             | USA  | 8:47,8     |
| 3     | Ludwig Müller         | FRG  | 8:52,6     |
| 4     | Wilhelm-Rüdiger Böhme | FRG  | 8:54,2     |

Datum: 19. Juli

### 4 × 100 m Staffel
| Platz | Besetzung      | Land                                                   | Zeit (s) |
| ----- | -------------- | ------------------------------------------------------ | -------- |
| 1     | USA            | Hayes Jones Frank Budd Charles Frazier Earl Young      | 39,9     |
| 2     | BR Deutschland | Bernd Cullmann Peter Gamper Edmund Burg Manfred Germar | 40,2     |

Datum: 18. Juli

### 4 × 400 m Staffel
| Platz | Besetzung      | Land                                                          | Zeit (min) |
| ----- | -------------- | ------------------------------------------------------------- | ---------- |
| 1     | USA            | Adolph Plummer Siebert Earl Young Ulis Williams               | 3:06,1     |
| 2     | BR Deutschland | Horst Huber Gerhard Weinmann Klaus Wengoborski Manfred Kinder | 3:12,0     |

Datum: 19. Juli

### Hochsprung
| Platz | Athlet           | Land | Höhe (m) |
| ----- | ---------------- | ---- | -------- |
| 1     | John Thomas      | USA  | 2,15     |
| 2     | Bobby Avant      | USA  | 2,05     |
| 3     | Peter Riebensahm | FRG  | 2,00     |
| 4     | Theo Püll        | FRG  | 1,90     |

Datum: 19. Juli

### Stabhochsprung
| Platz | Athlet          | Land | Höhe (m) |
| ----- | --------------- | ---- | -------- |
| 1     | Henry Wadsworth | USA  | 4,60     |
| 2     | John Uelses     | USA  | 4,50     |
| 3     | Klaus Lehnertz  | FRG  | 4,40     |
| 4     | Dieter Möhring  | FRG  | 3,80     |

Datum: 18. Juli

### Weitsprung
| Platz | Athlet          | Land | Weite (m) |
| ----- | --------------- | ---- | --------- |
| 1     | Ralph Boston    | USA  | 8,01      |
| 2     | Antony Watson   | USA  | 7,72      |
| 3     | Wolfgang Klein  | FRG  | 7,45      |
| 4     | Eberhard Vaubel | FRG  | 7,21      |

Datum: 19. Juli

### Dreisprung
| Platz | Athlet          | Land | Weite (m) |
| ----- | --------------- | ---- | --------- |
| 1     | Jörg Wischmeier | FRG  | 15,48     |
| 2     | Kent Floerke    | USA  | 15,28     |
| 3     | Hermann Strauß  | FRG  | 14,89     |
| 4     | Bill Sharpe     | USA  | 14,01     |

Datum: 18. Juli

### Kugelstoßen
| Platz | Athlet          | Land | Weite (m) |
| ----- | --------------- | ---- | --------- |
| 1     | Jay Silvester   | USA  | 18,42     |
| 2     | Gary Gubner     | USA  | 18,04     |
| 3     | Hermann Lingnau | FRG  | 18,00     |
| 4     | Dietrich Urbach | FRG  | 17,46     |

Datum: 19. Juli

### Diskuswurf
| Platz | Athlet        | Land | Weite (m) |
| ----- | ------------- | ---- | --------- |
| 1     | Jay Silvester | USA  | 57,69     |
| 2     | Bob Humphreys | USA  | 53,19     |
| 3     | Jens Reimers  | FRG  | 50,49     |
| 4     | Josef Klik    | FRG  | 49,69     |

Datum: 18. Juli

### Hammerwurf
| Platz | Athlet     | Land | Weite (m) |
| ----- | ---------- | ---- | --------- |
| 1     | Hans Wulff | FRG  | 59,79     |
| 2     | Hans Fahsl | FRG  | 59,19     |
| 3     | Tom Pagani | USA  | 59,16     |
| 4     | Bob Backus | USA  | 58,08     |

Datum: 18. Juli

### Speerwurf
| Platz | Athlet          | Land | Weite (m) |
| ----- | --------------- | ---- | --------- |
| 1     | Rolf Herings    | FRG  | 74,68     |
| 2     | Chuk Wilkinson  | USA  | 72,25     |
| 3     | Hermann Salomon | FRG  | 71,52     |
| 4     | Dave Edstrom    | USA  | 65,59     |

Datum: 19. Juli